# Ком (гора)
Пік Ком (болг. връх Ком, vrah Kom) або Голям Ком (болг. Голям Ком, «Великий Ком») — це пік у західні Балканських горах, розташований в західній Болгарії, недалеко від кордону з Сербією. Висота вершини становить 2 016 метрів і лежить на південь від міста Берковиця, для якого вона є традиційним символом. Ком, поряд з нижніми вершинами болг. Среден Ком («Середній Ком») і болг. Малак Ком («Малий Ком») на схід, утворюють підвищення з заходу на схід з круглим трав'янистим хребтом, крутим скелястим північним схилом і похилим трав'янистим південним схилом. На півночі можна побачити Берковицю та навколишні поля, а також  Монтану та водосховище Огоста приблизно за 30 кілометрів.

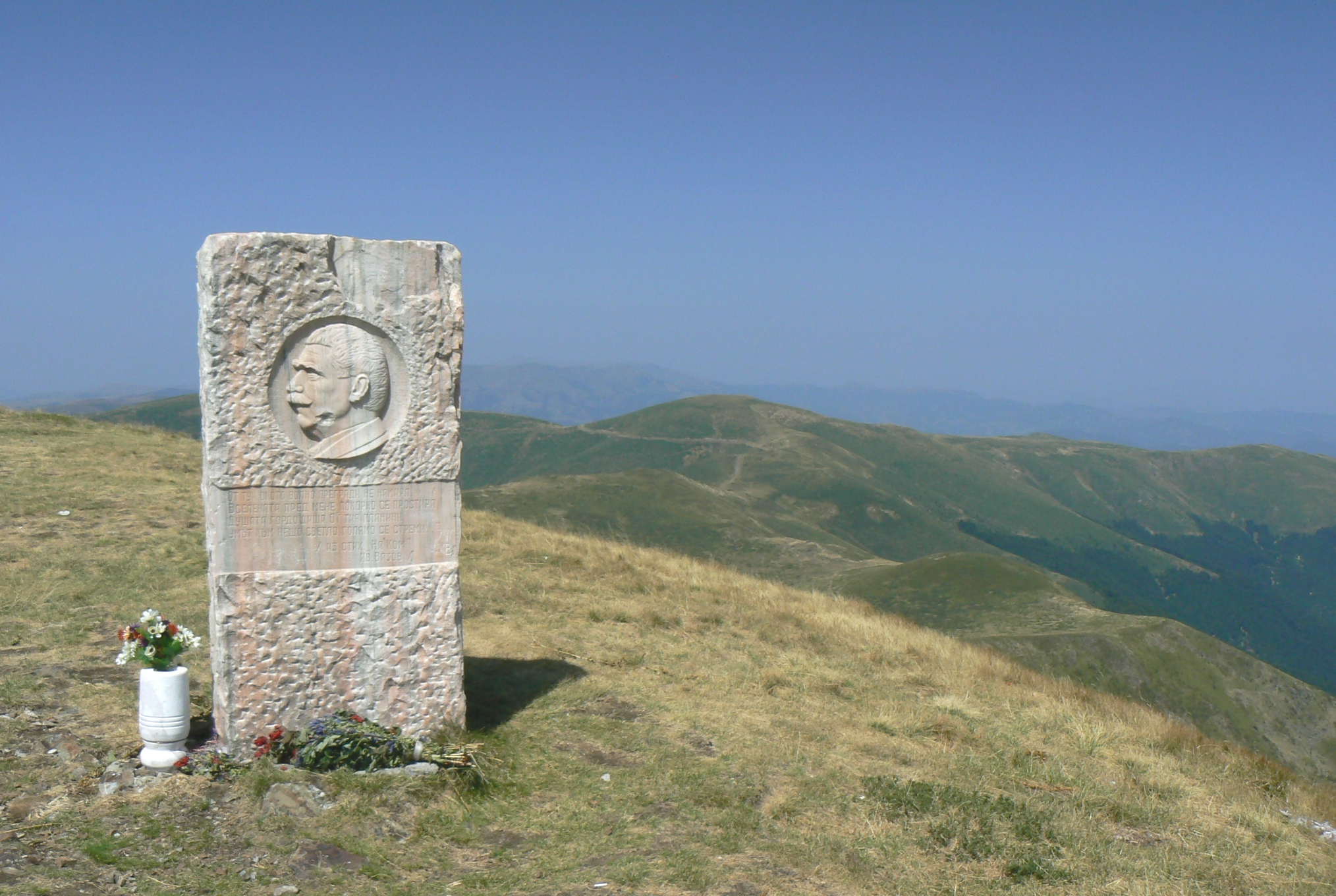
Барельєф Вазова на піку

Пік надихнув національного письменника Івана Вазова створити вірш На Ком. На його честь на вершині була встановлена барельєф]на табличка з його зображенням і уривками з поеми. Ком також позначає початок болгарського ділянки європейської пішохідної стежки E3, відомої також як шлях «Ком — Еміне» вздовж головного хребта Балканських гір, а також однойменної офроуд гонки.
До вершини є кілька маршрутів для підйому, наприклад, від шале Ком (двогодинний підйом), від Петроханського перевалу (тривалість 3 години 30 хвилин), щоб досягти вершини від села Комштиця і Гинці (3 години).
Нішава, велика притока Південної Морави, бере початок на схід від вершини Ком, так само як і Темштиця. Поряд з Міджором, Ком є однією з найвищих і найбільш відомих вершин західних Балканських гір. Болгарська марка мінеральної води маркується як Ком. Пік є частиною проекту «100 туристичних об'єктів Болгарії», разом з музеєм етнографії в Берковиці. Є кілька гірськолижних трас, що спускаються з піку.

## 
Льодовик Ком на узбережжі Фальєра, Антарктида названа на честь піку.